# ميشال جوبرت
ميشال جوبرت (بالفرنسية: Michel Jobert)‏ (11 سبتمبر 1921 في مكناس، المغرب - 25 مايو 2002 في باريس، فرنسا) كان سياسي فرنسي.
كان ميشال بين عامي 4 أبريل 1973 وحتى 28 مايو 1974 وزير الخارجية في الجمهورية الفرنسية الخامسة تحت رئيس الوزراء بيير ميسمر.
ساعد ميشال جاك شابان دلماس في انتخابات عام 1974، بعد فوز فاليري جيسكار ديستان في الانتخابات أسس حركة سياسية خاصة وهي حركة الديمقراطيين. في عام 1981 ساعد فرنسوا ميتيران في حملة الانتخابات الرئاسية، وأصبح وزير التجارة الخارجية.
عندما كان جنديا في إيطاليا تم قصف فوجه مرتين على سبيل الخطأ من قبل الأمريكيين وكاد أن يفقد حياته.

## روابط خارجية
- ميشال جوبرت على موقع مونزينجر (الألمانية)
- ميشال جوبرت على موقع ديسكوغز (الإنجليزية)